# Kate Welton Hogg
Kate Emily Welton Hogg (Londra, 1861 – Auckland, 1951) è stata un medico australiano.
Si è laureata all'Edinburgh College of Medicine for Women. Ha studiato insieme alle prime importanti dottoresse Mary Booth, Agnes Bennett ed Eleanor Sproull.

## Primi anni ed educazione
Nata a Londra nel 1869, Kate Hogg fu educata a Croydon, Sydney. Conseguì un Bachelor of Arts presso l'Università di Sydney nel 1894 e poi entrò nella scuola di medicina di Sydney nel 1895, ma si sentiva frustrata dall'atmosfera scoraggiante promossa dal preside, il professor Anderson Stuart. Lasciando Sydney, la Hogg si iscrisse all'Edinburgh College of Medicine for Women, dove si laureò in MB ChB (Laurea in Medicina, Laurea in Chirurgia) nel 1900 e in MD nel 1909.

## Carriera
Lavorò come medico in Irlanda, Australia e Nuova Zelanda. In un momento in cui le dottoresse erano rare, lei spesso incontrò resistenza e pregiudizi sul posto di lavoro che frustravano la sua carriera. Nel 1901 fu nominata assistente maestro presso il Coombe Women & Infants University Hospital di Dublino, ma si dimise nel giugno di quell'anno a causa della frustrazione per il comportamento del personale superiore verso di lei e le pressioni perché fosse "gradevole".
Nel 1904 era tornata a Sydney e lavorava in uno studio privato e come dimostratore onorario in anatomia insieme a Mary Booth all'Università di Sydney. Ma le opportunità per le donne erano fortemente limitate e nessuno dei consigli di amministrazione degli ospedali pubblici metropolitani accettava donne per una formazione post-laurea. La sua amica ed ex compagna di classe Agnes Bennett aveva trovato a Wellington, in Nuova Zelanda, un ambiente molto più cortese. La seguì quindi a Wellington, apparentemente lavorando come sua assistente e condividendo una casa insieme.
La Hogg era interessata alla relazione tra salute mentale e sintomi fisici, concentrandosi in particolare sulla salute mentale delle donne e sui disturbi pelvici. Mentre lavorava come ufficiale medico junior al Callan Park Hospital for the Insane, nel Nuovo Galles del Sud, pubblicò l'articolo An Introduction to the Relation of the Female Pelvic Organs to Insanity in cui determinò che esistevano alcune prove di una relazione tra disturbi e follia Si dedicò però specificamente alla ricerca sulla dementia praecox (schizofrenia), presentando nel 1909 la sua tesi di dottorato Some considerations on the etiology of dementia praecox. Riteneva infatti che la maggior parte dei casi presentasse difetti anatomici ben marcati negli organi pelvici.

## Vita privata
La Hogg sposò James Campbell Neill a Wellington il 5 luglio 1913. Sembra che abbia smesso di lavorare come medico dopo essersi sposata.
Era la sorella del dott. Stanley Welton Hogg (1881-1954) e cugina del dott. Robert Welton-Hogg (1891-1961). Robert era eletto membro del consiglio dell'ospedale Wellington per il collegio elettorale di Hutt. Prestò servizio per sei anni dal 1938 al 1944.
Kate Hogg morì ad Auckland, in Nuova Zelanda il 18 febbraio 1951. Le sue ceneri sono sepolte nel Cimitero di Waikumete.